# Lucien Storme
Lucien Storme (Nieuwkerke, 18 de juliol de 1916 - Siegburg, Alemanya, 10 d'abril de 1945) va ser un ciclista belga.
En el seu palmarès destaca la victòria a la París-Roubaix de 1938 i en una etapa del Tour de França de 1939. Aquests anys es va casar amb Marguerite Salembier, filla d'un pastor de Nieuwkerke.
Pel començament de la Segona Guerra Mundial el 1940 ja no hi havia curses internacionals. Va participar en uns esdeveniments de pista coberta, però no se'n podia viure la família.
En cercar una renda per a la seva família, fa fer contraban, una activitat molt popular en aquesta regió fronterera amb Flandes francès. Va ser agafat en flagrant delit per la policia alemanya el desembre de 1942 i empresonat a Loos al costat de Lilla. En sortir del tribunal, va intentar escapar i va pegar un oficial alemany. Els ocupants alemanys aaleshores el van enviar a la presó de Siegburg a Rin del Nord-Westfàlia. Les condicions hi eren dolents: construïda amb una capacitat de set-cents presos, devers 1944 n'hi havia 3500.
Va morir el 10 d'abril de 1945, abatut pels americans, per error, en la confusió al moment de l'alliberament de la presó de Siegburg.

## Palmarès
- 1935: Vencedor d'una etapa de la París-Saint-Etienne
- 1938: 1r a la París-Roubaix
- 1939: Vencedor de la sisena etapa del Tour de França, abandonaa la novena
- 1940: 1r a Kortrijk